# بولان (خزر)
بولان (انگلیسی: Bulan; Early 700s – c. 786) پادشاه خزرها که رهبری گرویدن خزرها به یهودیت را بر عهده داشت. نام او در زبان ترکی قدیم به معنی «موس» یا «هارت» در زبان ترکی باستان است.